# Oleksandr Myschuha

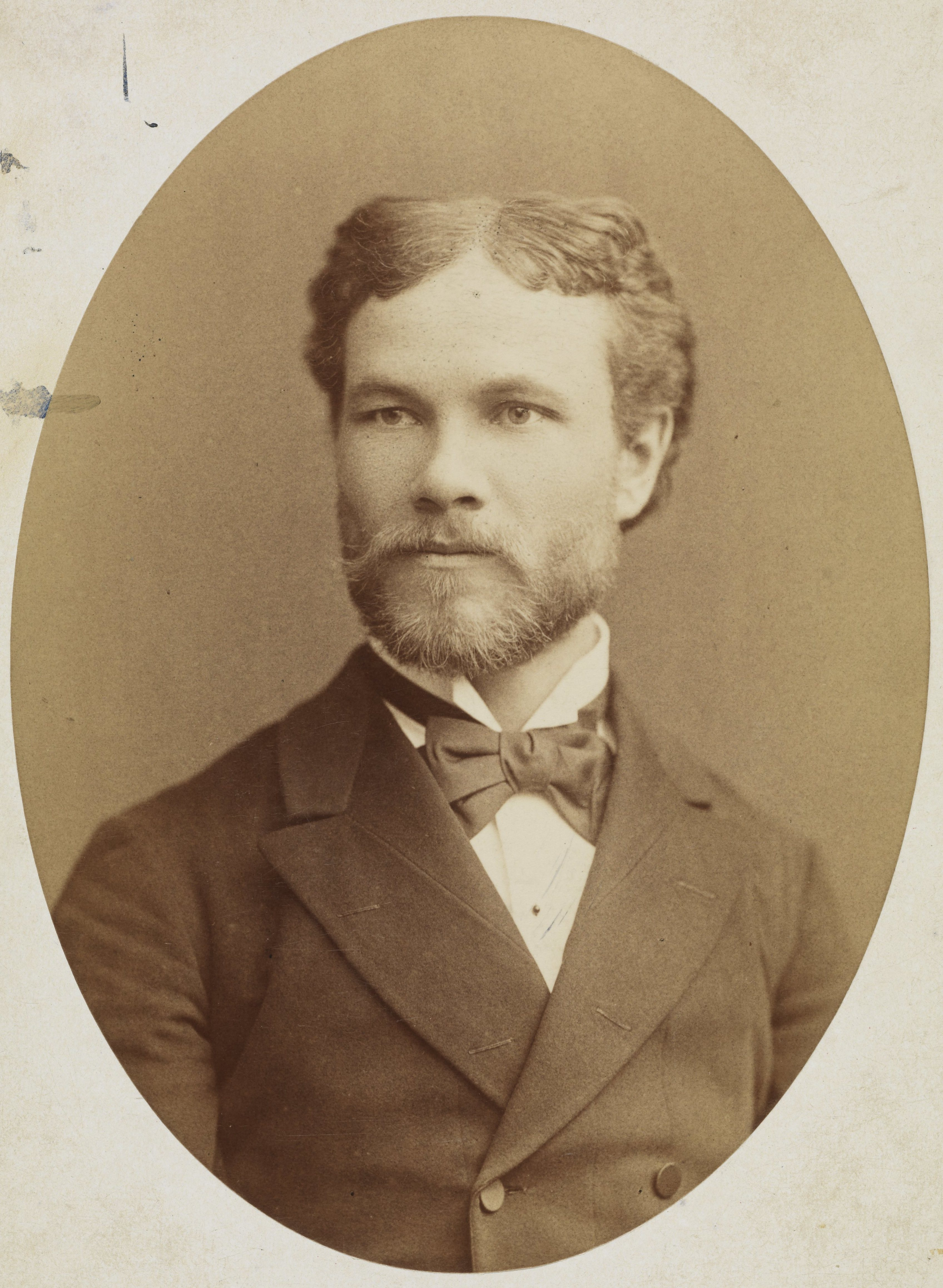
Oleksandr Myschuha (1880)

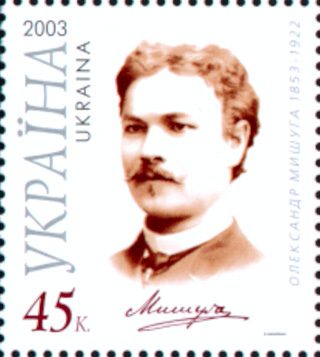
Ukrainische Briefmarke 2003

Oleksandr Pylypowytsch Myschuha (ukrainisch Олександр Пилипович Мишуга, auch polnisch Aleksander Myszuga, Pseudonym Alexander Filippi; * 19. Juni 1853 in Nowyj Wytkiw bei Lemberg; † 9. März 1922 in Freiburg im Breisgau) war ein ukrainischer Opernsänger (Lyrischer Tenor) und Philanthrop.

## Leben
Myschuha besuchte in Lemberg das Lehrerseminar und wurde Volksschullehrer. Seit 1878 lernte er Gesang in Lemberg bei Walery Wysocki. Er debütierte im Lemberger Skarbek-Theater in der Oper Das Gespensterschloss von Stanisław Moniuszko.
Er setzte sein Gesangsstudium zuerst in Mailand fort, dann in Paris bei Giovanni Sbriglia (1832–1916).
1884–1892 trat er im Operntheater in Warschau auf, mit größten Erfolgen in Moniuszkos Opern Das Gespensterschloss und Halka. Danach siedelte er nach Lemberg über und blieb dort bis 1905. Er nahm Teil an den Erstaufführungen von Władysław Żeleńskis Opern Goplana und Janek in Krakau und Lemberg.
Er trat 1885 in der Wiener Hofoper auf unter dem Pseudonym Alexander Filippi. Er gastierte auch im Národní divadlo in Prag, in der Pariser Oper sowie im Mariinski-Theater in Sankt Petersburg.
Als Nachfolger von Walery Wysocki unterrichtete er nach seiner Methode 1905 bis 1911 im Kiewer Konservatorium, von 1911 bis 1914 in Warschau. Den Ersten Weltkrieg verbrachte er in Italien. 1918 eröffnete er seine eigene Musikschule in Stockholm.